# Antablament

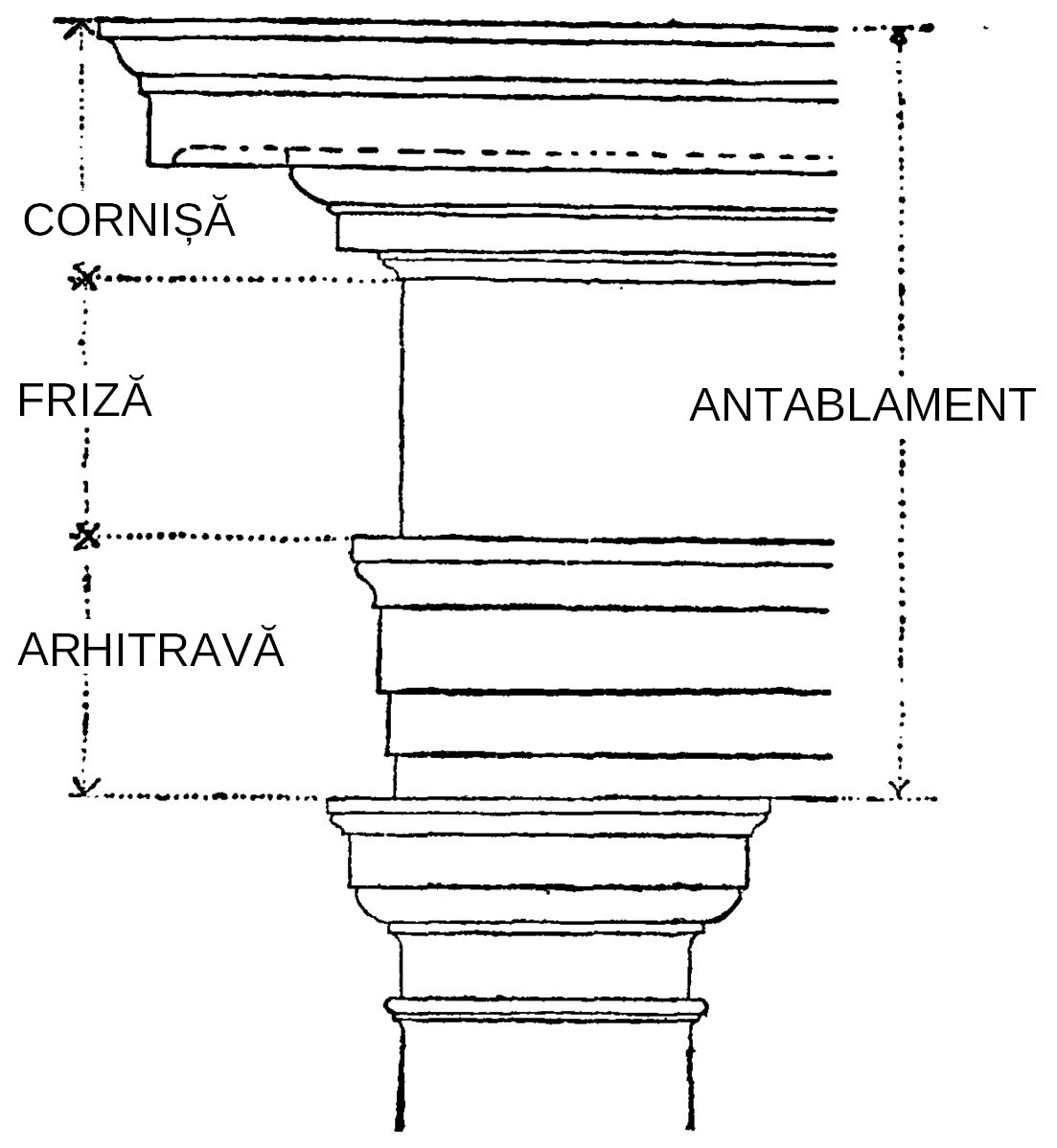
Elemetele unui antablament: cornișă, friză și ahitravă

Antablamentul (denumit și antablatură) este un element de arhitectură clasică, orizontal, portant, așezat deasupra zidurilor sau coloanelor unei construcții (eventual prin intermediul unei abace), care susține acoperișul.
Antablamentul constituie partea cel mai bogat ornamentată a unui edificiu.
În arhitectura clasică din Grecia antică, antablamentul avea următoarele secțiuni:
- cornișă - o mulură proeminentă și ornamentată, care înconjoară antablamentul, în partea superioară, având rolul de a sprijini acoperișul și de a împiedica scurgerea apei de ploaie pe fața clădirilor. În arhitectura clasică, două cornișe înclinate (urmărind liniile oblice ale acoperișului înclinat) însoțesc cornișa orizontală la capetele clădirii. Zona triunghiulară formată prin această dispunere a elementelor, denumită fronton, conține adesea o sculptură.[3]
- friză - parte componentă a antablamentului, cuprinsă între arhitravă și cornișă, de obicei împodobită cu picturi, basoreliefuri, caneluri etc.
- arhitravă - un element de construcție care constituie partea inferioară a antablamentului și care se sprijină fie direct pe zid, fie pe capitelul coloanelor, situație în care este denumită și epistil. În unele cazuri, arhitrava nu se sprijină pe coloane ci pe cariatide sau, mai rar, pe atlanți.